# Udenlandske fodboldspillere i AGF siden 1983

## Udenlandske spillere fordelt pr. nation
| Argentina Mauricio Ortiz (2003-04) England Scott Sellars (2000-02) Jamie McMaster (2005-06) Mark Howard (2008-12) Adam Eckersley (2010-2014) Jack Wilshere (2022) Frankrig Arthur Sorin (2009, 2010-2015 ) Darnel Situ (2014-2015) Irak Ahmed Yasin (2015-2016) Irland Michael Doyle (2001-02) Liam Miller (2001-02) Nordirland Stephen Beatty (1990) Norge Erik Solér (1987-88) Jan Halvor Halvorsen (1991-94) Håvard Flo (1994-97) Christer George (2004-06) Jonny Hanssen (2004-06) Roger Risholt (2005-06) Alex Valencia (2007-08) Atle Roar Håland (2011-2013) | Tyskland Nando Rafael (2008-10) Yann Aurel Bisseck (2021-2022) Australien Shane Cansdell-Sheriff (2003-06) Mustafa Amini (2016-) Christopher Ikonomidis (2016-2017) Finland Tuomas Aho (2004-06) Petri Pasanen (2012-2014) Færøerne Oli Johannesen (1999-2001) Ghana Razak Salifu (2006-08) Dominic Oduro(2013-2014) Island Olafur Kristjansson (1997-2001) Tomas Ingi Tomasson (1998-2000) Helgi Sigurðsson (2003-06) Kari Arnason (2006-09) Victor Palsson (2009) Aron Johannsson (2010-12) Orri Sigurdur Ómarsson (2014-2015) Helgi Daníelsson (2014-2015) Björn Daníel Sverrisson (2016-2019) Irak Ahmed Yasin (2015-2016) Rusland Dzhamaldin Khodzhaniazov (2015-17) | Polen Arkadiusz Gmur (1994-96) Jacek Kacprzak (1999-2000) Maciej Lykowski (2001-02) Tomasz Mazurkiewicz (2002-05) USA Wade Barrett (2002-04) Jeremiah White (2007-09) Benny Feilhaber (2008-10) Anthony J. Soares (2016) Brasilien Ricardo Silva (2000-01) Filippinerne Jerry Lucena (2007-2012 ) Dennis Cagara (2009-10) Guatemala Gustavo Cabrera (2008) Liberia Dioh Williams (2007-10) Sydafrika Josta Dladla (2001-04) Serbien Aleksandar Čavrić (2015-2016) Aleksandar Jovanović (2016-2018) | Cameroun Patrice Kwedi (2004-05) Garra Dembélé (2007) Georgien Davit Devdariani (2008-2015 ) Giorgi Diasamidze (2011-2012) Davit Skhirtladze (2011-2016) Mate Vatsadze (2012-2016) Holland Willy Scheepers (1983-84) Jelle Duin (2022-2023) Nigeria Edafe Egbedi (2011-2015) Sverige Jean-Paul Vonderburg (1992-93) Filip Bergman (1999-2000) Bojan Djordjic (2002-03) Nicklas Carlsson (2003-05) Jeffrey Aubynn (2003-05) Martin Ulander (2003-05) Tobias Grahn (2004-06) Richard Henriksson (2005-06) Olof Persson (2006-08) Niklas Backman (2015-) Kroatien Dino Mikanović (2015-2016) Josip Elez (2015-2016) Sierra Leone Mustapha Bundu (2016-) Spanien Adrián López Rodríguez (2015-2016) Óscar Whalley (2018-) |